# Anu Koivisto
Anu Elisa Koivisto (Helsinki, 9 de mayo de 1980) es una deportista finlandesa que compitió en natación. Ganó dos medallas en el Campeonato Europeo de Natación en Piscina Corta de 2001, plata en 50 m espalda y bronce en 200 m espalda.

## Palmarés internacional
| Campeonato Mundial en Piscina Corta | Campeonato Mundial en Piscina Corta | Campeonato Mundial en Piscina Corta | Campeonato Mundial en Piscina Corta |
| Año                                 | Lugar                               | Medalla                             | Prueba                              |
| ----------------------------------- | ----------------------------------- | ----------------------------------- | ----------------------------------- |
| 2001                                | Amberes (Bélgica)                   | Medalla de plata                    | 50 m espalda                        |
| 2001                                | Amberes (Bélgica)                   | Medalla de bronce                   | 200 m espalda                       |